# Championnat du Maroc de basket-ball 2021-2022
Navigation
Édition précédente Édition suivante
La saison 2021-2022 de la Division Excellence (ou DEX-H) est la 85e édition du championnat du Maroc de basket-ball, sous l'égide de la Fédération royale marocaine de basket-ball.
À l'issue de la saison régulière qui est composée d'un groupe Nord et d'un groupe Sud, les quatre premières équipes au classement de chaque groupe sont qualifiées pour les playoffs. Le vainqueur de ces play-offs est désigné « Champion du Maroc ».

## Les clubs de l'édition 2021-2022

### Groupe Nord
| Club                   | Salle               | Capacité     |
| ---------------------- | ------------------- | ------------ |
| Ittihad Tanger         | Salle Badr          | 1200 places  |
| Renaissance de Berkane | Salle de Berkane    | 2 500 places |
| Maghreb de Fès         | Salle du 11 janvier | 5 000 places |
| Michlifen Ifrane       | Salle de Ifrane     | 1500 places  |
| Majd Tanger            |                     |              |
| Chabab Rif Hoceima     | Salle du 3 mars     | 1500 places  |
| AS Lixus Larache       |                     |              |
| Pomme de Midelt        | Salle de Midelt     | 1000 places  |

### Groupe Sud
| Club                  | Salle               | Capacité     |
| --------------------- | ------------------- | ------------ |
| AS Salé               | Salle El Bouâzzaoui | 2 000 places |
| Raja Club Athletic    | Salle Bouchentouf   | 1500 places  |
| FUS de Rabat          | Salle Bouânane      | 1 500 places |
| Wydad de Casablanca   | Salle du WAC        | 1000 places  |
| Kawkab Marrakech      | Salle de Zerktouni  | 1500 places  |
| AS Chabab Elouatia    | Salle de Tan-tan    | 1000 places  |
| FAR de Rabat          | Salle Ibn Yassine   | 5 000 places |
| Athletic Beni Snassen |                     |              |

## Play-Offs

### Finale
- Match 1 : FUS - ASS : 79-83
- Match 2 : ASS - FUS : 89-86